# Hugo Bernhard Rahamägi

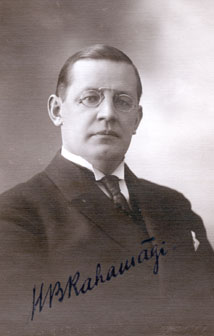
Hugo Bernhard Rahamägi. Aufnahme aus den 1920er Jahren.

Hugo Bernhard Rahamägi (* 21. Maijul. / 2. Juni 1886greg. in der Landgemeinde Kurtna, Gouvernement Estland; † 1. September 1941 in Kirow, Oblast Kirow, Sowjetunion) war ein estnischer Theologe und Politiker. Er war von 1934 bis 1939 evangelisch-lutherischer Bischof von Estland.

## Frühe Jahre
Hugo Bernhard Rahamägi wurde als Sohn des Küsters und Schullehrers Mart Rahhamäggi (1858–1920) und dessen Frau Louise Amalie (geb. Drellneck, 1862–1913) geboren. Er besuchte zunächst die Schulen in Jõgisoo und Keila. 1905 machte er sein Abitur am renommierten Gymnasium des Kaisers Nikolai I. in der estnischen Hauptstadt Tallinn. 1905/06 arbeitete er als Hauslehrer bei dem Pfarrer und späteren Propst des Kirchspiels Hageri, Konstantin Adolf Thomson (1865–1938).

## Studium und Pfarrer
Von 1906 bis 1913 studierte Rahamägi Evangelische Theologie an der Kaiserlichen Universität Dorpat. 1913 verbrachte er sein theologisches Probejahr in Hageri. Im April 1914 wurde er im Tallinner Dom zum Geistlichen ordiniert. Von 1914 bis 1920 war Rahamägi Pfarrer in Kaarma auf der Insel Saaremaa. 1919/20 war er Propst von Saaremaa.

## Theologe
1920 führten ihn theologische Studien an die Universität in Berlin. 1920/21 war Rahamägi an der Universität Tartu als Dozent für Systematische Theologie tätig. Von 1921 bis 1926 arbeitete er als Lehrstuhlvertreter für das Fach. 1924 schloss Rahamägi seine Promotion im Fach Theologie mit einer über tausendseitigen Dissertation an der Universität Tartu ab.
Von 1926 bis 1934 war Rahamägi ordentlicher Professor für Systematische Theologie sowie Dekan der Theologischen Fakultät. Von 1922 bis 1934 war er außerdem Pfarrer der estnischsprachigen Gemeinde an der Universität Tartu. Von 1922 bis 1931 war Rahamägi Mitbegründer und Chefredakteur der einflussreichen Kirchenzeitung Eesti Kirik.
Von 1930 bis 1933 war Rahamägi Vorsitzender der 1922 gegründeten estnischen Abstinenzlerbewegung (Eesti Karskusliit). Daneben war er in zahlreichen weiteren Vereinen und Gesellschaften aktiv.

## Politiker
Neben seiner Funktion als Geistlicher und Theologe war Rahamägi in der jungen estnischen Republik auch politisch tätig. Er schloss sich der Christlichen Volkspartei (Kristlik Rahvaerakond) an, die für eine stärkere Stellung der Kirche in dem stark säkularisierten Staat und der Gesellschaft eintrat. Ziel war es insbesondere, einen öffentlich-rechtlichen Status der Kirche zu erreichen. Ein großer Erfolg der Partei war das erfolgreiche Referendum 1923, in dem Religionsunterricht gegen den Willen des Parlaments als Pflichtangebot an allen estnischen Schulen festgeschrieben wurde (bei freiwilliger Teilnahme der Schüler).
Rahamägi gehörte dem Parlament (Riigikogu) in dessen erster (1920/21) und vierter (1929) Legislaturperiode als Abgeordneter an. Von März bis Dezember 1924 war Rahamägi im Kabinett seines Parteifreundes Friedrich Karl Akel Bildungsminister der Republik Estland. Dasselbe Amt hatte er von Dezember 1924 bis Dezember 1925 im Kabinett von Regierungschef Jüri Jaakson inne.

## Bischof
Nachdem Bischof Jakob Kukk 1933 verstorben war, wurde Hugo Bernhard Rahamägi im Juni 1934 mit großer Mehrheit zum neuen Bischof der estnischen evangelisch-lutherischen Kirche (Eesti Evangeeliumi Luteriusu Kirik) gewählt. Er hatte das Amt bis 1939 inne. Von 1934 bis 1939 war er gleichzeitig Pfarrer an der Tallinner Domkirche.
Am 12. März 1934 riss der amtierende Staats- und Regierungschef Konstantin Päts in einem unblutigen Staatsstreich die Macht an sich. Die Parteien wurden verboten, Meinungs- und Pressefreiheit stark eingeschränkt. Die Glaubensfreiheit ließ Päts unangetastet. Päts stärkte ab 1934 sogar in mehreren Gesetzen die Rolle und Bedeutung der evangelisch-lutherischen und der orthodoxen Kirche im Staatswesen. Sowohl Päts als auch Rahamägi vertraten in moralischen Fragen konservative Standpunkte und wandten sich gegen den angeblichen Libertinismus der 1920er Jahre.
Die Kirche unter Führung von Rahamägi arrangierte sich zunächst mit den neuen Umständen. Nach Inkrafttreten einer neuen Verfassung am 1. Januar 1938 wurde Rahamägi als evangelisch-lutherischer Bischof ex officio Mitglied des Staatsrates (Riiginõukogu), der zweiten Kammer des Parlaments.
1935 setzte Rahamägi mit staatlicher Unterstützung eine neue Kirchenordnung durch, die stärker auf die Zentralisierung der Kirche Wert legte. Rahamägi strebte eine weitere Reform an, die Estland in vier Bistümer teilen wollte, mit einem Erzbischof in Tallinn als Kirchenoberhaupt. Die Pläne konnte er allerdings nicht verwirklichen.
1938/39 kam es zu einer tiefen Krise in den Beziehungen zwischen Staat und Kirche. Die Regierung forderte eine neue Kirchenordnung, die dem Staat mehr Zugriffsrechte auf interne kirchliche Prozesse gewähren sollte. Die Kirche selbst war in der Frage gespalten; Bischof Rahamägi wies schließlich den Entwurf zurück und machte sich zahlreiche Feinde in Staatskreisen.

## Eheskandal und Absetzung
Rahamägi war seit 1914 mit Edith Hendrikson (1893–1940) verheiratet. Sie verließ ihren Mann 1937. Einen Skandal löste die durch angebliche (Liebes-)Affären hervorgerufene Scheidungsklage 1938 aus, die breit in der estnischen Presse diskutiert wurde. Die Kirche war in der Frage gespalten, ob Rahamägi im Falle einer Scheidung und einer angestrebten Wiederheirat im Amt bleiben könnte. Im Herbst 1939 wurde der unliebsame Rahamägi dann kurzerhand durch die estnische Regierung, die den Eheskandal als Vorwand nahm, für abgesetzt erklärt. Im November 1939 wählte die evangelisch-lutherische Kirche den ausgleichenden Johan Kõpp zum neuen Bischof.
Im Februar 1940 wurde die Scheidung zwischen Edith und Hugo Bernhard Rahamägi rechtskräftig. Wenige Tage später heiratete Rahamägi die Malerin Melanie Kukk (geb. Kuljus, 1903–2000), die junge Witwe seines 1933 verstorbenen Vorgängers im Bischofsamt Jakob Kukk. In der Kirche spielte Rahamägi fortan keine Rolle mehr.

## Verhaftung und Tod
Mit der sowjetischen Besetzung Estlands wurde Hugo Bernhard Rahamägi am 26. April 1941 verhaftet. Rahamägi sowie seine Frau Melanie wurden ins Innere der Sowjetunion verbracht. Am 1. September 1941 wurde Hugo Bernhard Rahamägi im Gefängnis von Kirow hingerichtet. Sein Grab ist unbekannt.